# Ilex williamsii
Ilex williamsii är en järneksväxtart som beskrevs av Standley. Ilex williamsii ingår i släktet järnekar, och familjen järneksväxter. Inga underarter finns listade i Catalogue of Life.